# Юбер, Антуан
Антуан Юбер, (фр. Anthoine Hubert; 22 сентября 1996, Лион — 31 августа 2019, Ставло, Бельгия) — французский автогонщик Формулы-2 (2019).

## Карьера
С 2013 года участвовал в одиночных гонках Французской Формулы-4, где добился своего первого значимого успеха. За 21 гонку, в которой он стартовал, Юбер тринадцать раз поднимался на подиум, в том числе одиннадцать раз на высшую ступень. Набранные им 365 очков позволили победить всех соперников и выиграть титул чемпиона серии в 2013 году.
На сезон 2014 года француз подписал контракт с французской командой Tech 1 Racing на старты в Еврокубке Формулы-Рено 2.0 и Альпийская Формула Renault 2.0 (Alpine Formula Renault 2.0). В Еврокубке, в четырнадцати заездах, в которых он стартовал, набрал в общей сложности 30 очков. Это обеспечило ему пятнадцатое место в итоговой классификации гонщиков. В Альпийской Формуле его результаты не были включены в общую классификацию.
В феврале 2016 года было подтверждено, что Юбер дебютирует в Европейском чемпионате Формулы-3, выступая за команду Van Amersfoort Racing. Тогда он завоевал свою первую победу в Формуле-3 во второй гонке на Норисринг.
С 2017 года участвовал в серии GP3 Series. Его мечта была осуществить титул в GP3 и Формуле-2, как это сделали его друзья Шарль Леклер и Джордж Расселл. В 2017 году, он стал четвёртым в личном зачёте, став самым низким гонщиком из команды ART Grand Prix. Помимо него и Расселла, также выступали японец Ниреи Фукудзуми, и очередной британец Джек Эйткен. Но в 2018 году, все трое перешли в Формулу-2, и его напарниками стали россиянин Никита Мазепин, британцы Каллум Айлотт и Джейк Хьюз. В итоге, одержал 2 поул-позиции, 2 победы, и ещё 9 подуимов (четыре 2-х места и пять 3-х мест), а также 4 лучших круга. В итоге он одержал победу в чемпионате, став последним чемпионом этой серии, опередив на 16 очков своего партнёра по ART Grand Prix Мазепина.
В мае 2018 года Антуан Юбер стал тест-пилотом Renault Sport Academy.
В 2019 году участвовал в чемпионате Формулы-2 в составе британской команды BWT Arden. Одержал 2 победы на трассах в Монте-Карло и на автодроме Поль Рикар в спринтерских гонках. В Монако, ему добилась победа с трудом, т. к. он защищался от Луи Делетраза и опередил швейцарского гонщика менее чем на 0.060 секунд во время фото-финиша на стартовой прямой. Во Франции, он победил довольно легко, отбившись от Корреа, в то время как Гуаньюй Чжоу и Джек Эйткен боролись за 3-е место, опередив ближайшего соперника почти на 2,5 секунды. В течение сезона, до Австрии, очень часто зарабатывал очки, но его новая напарница Татьяна Кальдерон ни разу не смогла за все 22 гонки заработать хотя бы 1 балл в отличие от Антуана.

## Гибель
31 августа 2019 года, на трассе Спа-Франкоршам он попал в серьёзную аварию в длинной гонке. После того, как машина Джулиано Алези потеряла контроль между поворотами Radillion и Eau Rouge, пытавшись избежать аварии соотечественника, Юбер потерял контроль и врезался в барьер, пытаясь не врезаться в напарника Алези по команде Trident швейцарца Ральфа Бошунга. После того, как Юбер врезался в барьерный щит, его машина встала боком на трассе и в неё врезался Хуан-Мануэль Корреа, который не смог затормозить из-за того, что наехал на осколок. T-образное столкновение разорвало машину Юбера на две части и привело к смерти Француза, скончавшегося в госпитале от полученных травм, через полтора часа после аварии. Хуан-Мануэль Корреа получил серьезные травмы, но смог восстановиться. В результате аварии, гонка не возобновилась, а спринт и вовсе был отменён в честь памяти и дань уважения Юберу. Перед гонками Формулы-3 и Формулы-1 была проведена минута молчания. Его друг по картингу, Шарль Леклер, одержав первую победу в карьере, выиграв Гран-при Бельгии посвятил победу своему другу. В команде Arden International в Сочи и Абу-Даби вместо погибшего Юбера пригласили Артёма Маркелова, который уже 2 прошлых сезона выступал с командой Русское время.